# DIRECT

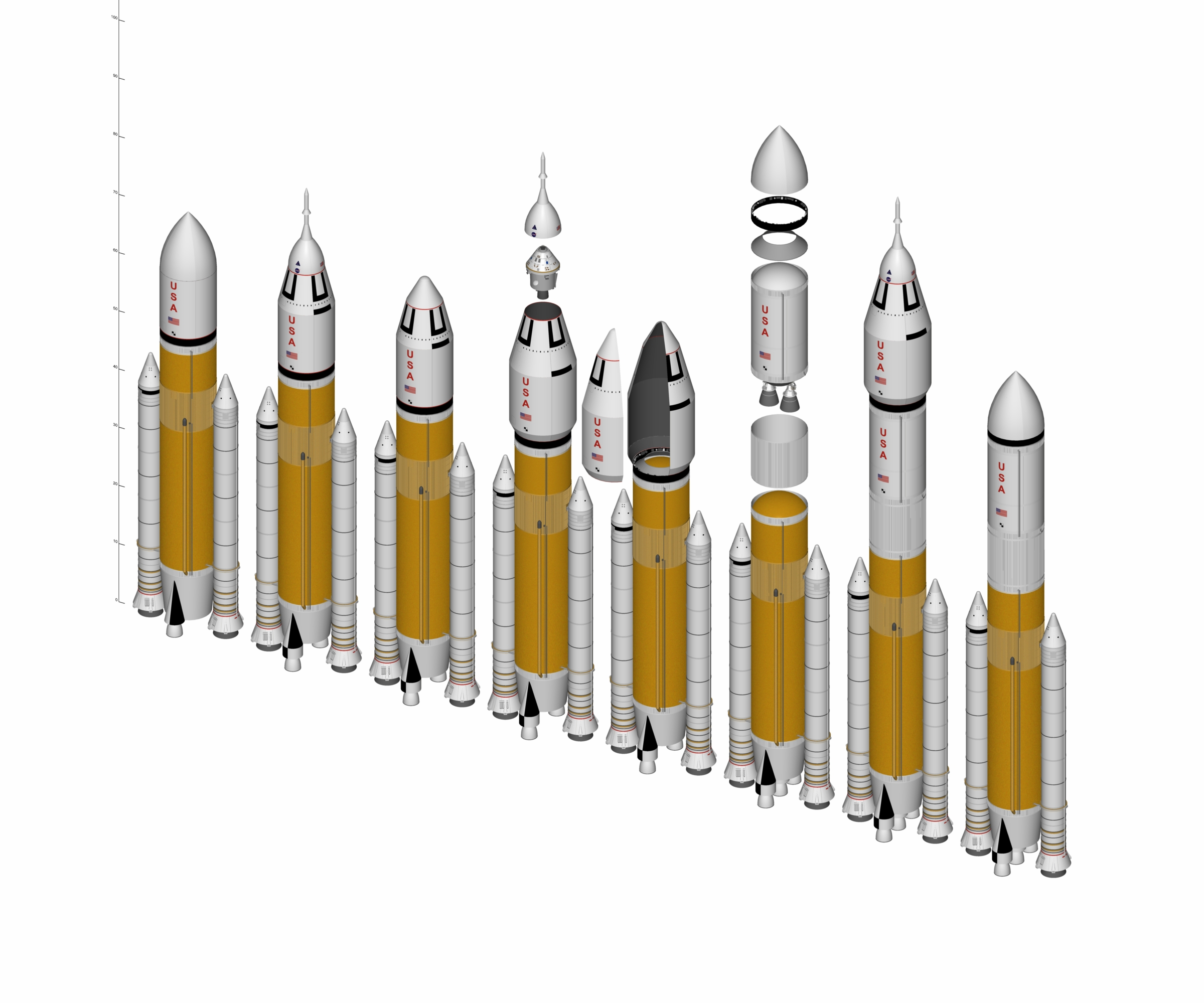
Algunes de les configuracions previstes pels coets Jupiter, incloent-hi les variants per càrregues i per les tripulacions.

DIRECT és una proposta d'arquitectura alternativa de vehicle de llançament derivat del transbordador espacial (SDLV, de l'anglès Shuttle-Derived Launch Vehicle) per ser utilitzada dins el marc de la Vision for Space Exploration de la NASA, que substituiria els coets planejats per l'agència espacial, l'Ares I i l'Ares V, per una altra família de vehicles de llançament anomenats Jupiter.
DIRECT és defensat per un grup d'entusiastes de l'espai que afirma representar un equip més gran de desenes d'enginyers de la NASA i la indústria espacial que hi treballen activament, de manera anònima i voluntària, al seu temps lliure. Al setembre del 2008, es deia que l'equip de DIRECT estava compost de 69 membres, dels quals 62 eren enginyers de la NASA, enginyers de contractistes de la NASA o directors del Programa Constellation. Un nombre reduït de membres de l'equip no afiliats amb la NASA representa el grup en públic.
El nom del projecte, "DIRECT", es refereix a la filosofia consistent en maximitzar la reutilització de material i instal·lacions que ja es fan servir actualment pel programa del transbordador espacial, permetent així una transició "directa". L'equip de DIRECT afirma que aquest enfocament per desenvolupar i utilitzar una família de coets amb moltes similituds entre ells disminuiria els costos i el període entre la retirada del transbordador espacial i el primer llançament de l'Orion, reduiria els retards i simplificaria els requisits tècnics per les futures missions tripulades dels Estats Units a l'espai.
S'han proposat tres grans versions de la proposta de DIRECT. La més recent, la versió 3.0, fou revelada al maig del 2009. El 17 de juny del 2009, el grup presentà la seva proposta a una vista pública del Comitè de Revisió dels Plans de Vol Espacial Tripulat dels EUA, un panell que revisa la política espacial dels EUA, a Washington DC.